# Гай Сулпиций Галба
Вижте пояснителната страница за други личности с името Гай Сулпиций Галба.
Гай Сулпиций Галба (на латински: Gaius Sulpicius Galba) e политик на ранната Римска империя и баща на император Галба.

## Биография
Произлиза от знатната сенаторска фамилия Сулпиции, клон Галба. Син е на Гай Сулпиций Галба (историк и претор) и внук на Сервий Сулпиций Галба (претор 54 пр.н.е.).
През 5 пр.н.е. Галба е суфектконсул.
Той е женен за Мумия Ахаика, внучка на Катул и има двама сина. По-старият му син Гай Сулпиций Галба е консул през 22 г. По-малкият му син е по-късният император Галба. След смъртта на съпругата му след раждането на втория им син през 3 пр.н.е. в една вила до Терачина, той се жени за Ливия Оцелина.